# Étude cinégraphique sur une arabesque
Etude cinégraphique sur une arabesque, (noto anche con il titolo Arabesques) è un cortometraggio del 1929, diretto da Germaine Dulac.

## Trama
Elementi visuali organizzati in patterns ricorsivi ed iterativi: l'intreccio dei rami di una foresta e altri motivi vegetali, l'acqua in varie forme (in un lago, come fontana, come spruzzo), immagini caleidoscopiche di difficile definizione oggettuale, moltiplicate ed in movimento, in sovraimpressione. Fra le poche immagini di genere diverso i fiori, nel loro sbocciare o nei loro movimenti, e la figura di una donna, tendenzialmente nei particolari.